# Новомедведево
Новомедведево (баш. Яңы Айыу) — деревня в Илишевском районе Республики Башкортостан Российской Федерации. Административный центр Новомедведевского сельсовета.

## География

### Географическое положение
Расстояние до:
- районного центра (Верхнеяркеево): 35 км.
- ближайшей ж/д станции (Буздяк): 142 км.

## Население
| 2002 | 2009 | 2010 |
| ---- | ---- | ---- |
| 325  | ↘293 | ↘259 |

Национальный состав
Согласно переписи 2002 года, преобладающая национальность — башкиры (92 %).

## Религия
В деревне есть мечеть Нур.